# Andy Williams (rugby à XV)
Pour les articles homonymes, voir Williams et Andy Williams.
Pas d'image ? Cliquez ici

a Compétitions nationales et continentales officielles uniquement.

b Matchs officiels uniquement.
Dernière mise à jour le 24 août 2011.
Andrew David Williams dit Andy Williams, né le 7 février 1981 à Swansea, est un joueur de rugby international gallois qui joue au poste de demi de mêlée. Après avoir commencé sa carrière à Bath Rugby en 2000, il change de club très régulièrement sans jamais trouver véritablement une place de titulaire au plus haut niveau, ce qui l'empêche d'être sélectionné durablement en équipe nationale.

## Biographie
Williams revient à Bath en 2004 après y avoir commencé sa carrière en 2000 et fait un court passage chez les Ospreys lors de la saison 2003-2004. Cependant le poste de demi de mêlée est très fourni avec l’international anglais Martyn Wood et Nick Walshe, de ce fait Williams est très rarement titulaire. Il tient néanmoins une place à part dans le cœur des supporters de Bath car c’est lui qui a mis l'essai de la victoire dans les arrêts de jeu face à Gloucester, envoyant le club en finale de la Coupe d'Angleterre en 2005. En raison de cette forte concurrence, il décide de quitter le club anglais et s'engage en 2007 avec la franchise galloise des Newport Gwent Dragons. Après une première saison pleine, il se blesse au dos à l'été et ne peut participer à la tournée d'été avec l'équipe galloise où il avait été appelé. Il subit ensuite une seconde blessure à l'épaule, ce qui l'empêche de jouer avec la franchise galloise la saison suivante. Les dirigeants du club décident de se séparer de lui il est transféré au Cardiff RFC pour jouer la fin de la saison 2008-2009 dans le championnat gallois. À la fin de la saison, il s'engage alors avec le Moseley RFC qui joue en deuxième division avec une close de libération s'il trouve un engagement avec un club de la Celtic League, du Guinness Premiership ou du Top 14,. Il retrouve l'élite rapidement puisqu'il est prêté pour la fin de la saison au club de Gloucester. À la fin de la période de prêt, il n'obtient pas de contrat et quitte le club après avoir joué seulement 6 matchs lors de la saison. Il retrouve alors la seconde division avec les Worcester Warriors pour la saison 2010-2011.

## Palmarès en club
- Vainqueur du Challenge européen en 2003, même s'il ne joue pas la finale face aux Wasps
- Vainqueur de la Celtic League en 2005[11]
- Finaliste de la Coupe d'Angleterre en 2005 face à Leeds (au poste de trois-quarts aile).

## Statistiques en équipe nationale
Entre 2003 et 2007, Andy Williams dispute cinq matchs avec l'équipe du pays de Galles. Il ne joue que des test matchs et ne participe à aucun Tournoi des Six Nations.